# Чарльз Собрадж
Чарльз Собрадж (нар. 6 квітня 1944) — французький злодій, шахрай і серійний убивця. Собрадж полював на туристів із західних країн по всій Південно-Східній Азії протягом 1970-х.
Він був відомим як Бікіні-вбивця через одяг його жертв, а також Змій через його хитрість та вміння ухилятися. Собрадж вчинив щонайменше десяток вбивств і був засуджений і ув'язнений в Індії з 1976 по 1997 рік. Після звільнення він вийшов на пенсію, просуваючи свою інфамію в Парижі. Згодом Собрадж повернувся до Непалу в 2003 році, де його заарештували та засудили на довічне ув'язнення.
На відміну від більшості жорстоких злочинців, Чарльз Собрадж, здавалося б, не вчиняв своїх вбивств з неконтрольованих спонукань, які відчувають багато серійних вбивць; вбивства були побічним продуктом його способу життя, але все ще вважається, що він має антисоціальний розлад особистості або певну форму психопатії. Він ненавидів хіпі, і багато його вбивств відображали це. Його описували як гарного чоловіка, і він не утримався від того, щоб використовувати власну зовнішність на свою користь у злочинній кар'єрі. Це, а також його хитрість забезпечили йому статус «знаменитості» задовго до звільнення з в'язниці.
Він насолоджувався своєю ганебною славою, вимагаючи великі суми за інтерв'ю та права на кіно. Він був предметом чотирьох біографій, трьох документальних фільмів, боллівудського фільму під назвою Main Aur Charles, а також драматичного серіалу «Змій» з восьми частин. Повернення Собраджа до Непалу, де його все ще розшукувала влада, вважається результатом його прагнення до уваги та надмірної впевненості у власному розумі.

## Ранні роки
Чарльз Собрадж народився як Хатчанд Бхаонані Гурумух Чарльз Собрадж у в'єтнамської дівчини Тран Лоан Пхунг та індійського бізнесмена з синдхів Собраджа Хатчанда Бхаонані в Хошиміні. Його батьки розлучились, батько покинув сім'ю. Пізніше Собрадж був усиновлений новим чоловіком його матері, лейтенантом французької армії, дислокованим у французькому Індокитаї. Там ним знехтували на користь пізніших дітей пари. Однак Собрадж продовжував із сім'єю подорожувати між Індокитаєм та Францією.
Будучи підлітком, він почав вчиняти дрібні злочини і отримав свій перший тюремний термін (за крадіжку) в 1963 році, відбувши покарання у в'язниці Пуассі поблизу Парижа. Перебуваючи у в'язниці, Собрадж охоче маніпулював посадовими особами в'язниць, які надавали йому особливі послуги, наприклад, дозволяли зберігати книги в камері. Приблизно в той же час він зустрів Фелікса д'Есконя, заможного юнака та добровольця у в'язниці.
Після умовного звільнення Собрадж переїхав до д'Есконья і проводив час, курсуючи між вищим суспільством Парижа та кримінальним підземним світом. Він почав накопичувати свій перший капітал через низку крадіжок та шахрайства. У цей час Собрадж познайомився і розпочав пристрасні стосунки з Шанталь Компаньйон, молодою парижанкою з консервативної родини. Собрадж запропонував їй одружитися, але пізніше того ж дня був заарештований за спробу втечі від поліції за кермом викраденого автомобіля. Він був засуджений до восьми місяців в'язниці, проте Шанталь підтримувала його протягом усього терміну покарання. Собрадж і Шанталь одружилися після його звільнення.
Собрадж разом із вагітною Шанталь виїхав із Франції в 1970 році в Азію, щоб уникнути арешту. Подорожуючи Східною Європою з фальшивими документами, пограбувавши туристів, з якими вони подружились по дорозі, Собрадж прибув до Мумбаї того ж року. Тут Шанталь народила дівчинку Ушу. Тим часом Собрадж відновив злочинний спосіб життя, спеціалізуючись на викраденні автомобілів та контрабанді. Зростаючий прибуток Собрадж витрачав на азартні ігри.
У 1973 році Собрадж був заарештований і ув'язнений після спроби збройного пограбування ювелірного магазину в готелі Ashoka. Собрадж зміг врятуватися за допомогою Шанталь, прикинувшись хворим, але все ж був викритий. Собрадж позичив гроші на заставу у свого батька і незабаром втік до Кабула. Там подружжя почало грабувати туристів на стежці Хіпі, але їх знову арештували. Знову Собрадж втік так само, як і в Індії, прикинувшись хворим та упоївши лікарняних охоронців. Потім Собрадж втік до Ірану, залишивши свою сім'ю. Шанталь, хоча була все ще віддана Собраджу, але бажала залишити кримінальне минуле, тож, повернулася до Франції і поклялась більше ніколи його не бачити.
Наступні два роки Собрадж провів у втечі, використовуючи аж десять викрадених паспортів. Він перетнув різні країни Східної Європи та Близького Сходу. До Собраджа приєднався його молодший зведений брат Андре у Стамбулі. Собрадж та Андре швидко стали партнерами у злочинах, беручи участь у різних злочинних діях як у Туреччині, так і в Греції. Зрештою дует був заарештований в Афінах. Після викриття, Собрадж зумів врятуватися, а його зведений брат був переданий турецькій поліції грецькою владою і відбув 18-річний термін покарання.

## Вбивства
У новій втечі Собрадж фінансував свій спосіб життя, видаючи себе за продавця дорогоцінних каменів або продавця наркотиків, щоб справити враження і потоваришувати з туристами, яких він потім обдурював. У Таїланді Собрадж познайомився з Марі-Андре Леклерк (1945—1984) з міста Леві, штат Квебек, Канада, туристкою, яка шукає пригод. Вона швидко стала його найвідданішою послідовницею, закривши очі на його злочини та дружбу з місцевими жінками.
Типова афера полягала в тому, щоб допомогти своїй мішені вийти зі складних ситуацій. В одному випадку він допоміг двом колишнім французьким поліцейським Янніку та Жаку відновити відсутні паспорти, які насправді вкрав сам Собрадж. В іншій схемі Собрадж надав притулок французові Домініку Реннеллу, який, здавалося, страждав на дизентерію; Собрадж насправді отруїв його. Нарешті до нього приєднався молодий індієць Аджай Чоудхурі, злочинець, який став правою рукою Собраджа.
Собрадж і Чоудхурі вчинили свої перші (відомі) вбивства в 1975 році. Більшість жертв провели деякий час із дуетом перед своєю смертю, і, на думку слідчих, Собрадж та Чоудхурі намагались завербувати їх до злочинів. Собрадж стверджував, що більшість його вбивств були справді випадковими передозуваннями наркотиків але слідчі заявляють, що жертви погрожували викрити Собраджа, що ставало мотивом вбивства. Першою жертвою стала молода жінка з Сіетла. Тереза Ноултон (на ім'я Дженні Болівар у книзі «Серпантин») знайшли втопленою у приливному басейні в Сіамській затоці в бікіні та з квітами. Лише через місяці розтин Ноултон, як і судово-медичні докази, довели, що її утоплення було вбивством.
Наступною жертвою став молодий кочовий єврей- сефард Віталій Хакім, спалене тіло якого було знайдено на дорозі до курорту Паттая, де перебували Собрадж та його зростаючий клан. Голландських студентів Хенка Бінтанджу (29) та його наречену Корнелію Хемкер (25) було запрошено до Таїланду після зустрічі з Собраджем у Гонконзі. Вони, як і багато інших, були отруєні Собраджем, який потім «лікував» їх, щоб зробити їх «слухняними». Коли вони одужали, Собраджа відвідала французька дівчина його попередньої жертви Хакіма, Шармейн Карру, яка приїхала розслідувати зникнення свого хлопця. Побоюючись викриття, Собрадж і Чоудхурі швидко вбили Хенка та Корнелію. Їхні тіла були знайдені задушеними та спаленими 16 грудня 1975 року. Незабаром Карру знайшли втопленою і одягненою в купальник, подібно до Терези Ноултон. Хоча вбивства обох жінок на той час не були пов'язані між собою слідчими, згодом вони дали Собраджу прізвисько «Вбивця бікіні».
18 грудня, в день ідентифікації тіл Бінтанджі та Хемкера, Собрадж та Леклерк прибули до Непалу, використовуючи паспорти померлої пари. Вони зустрілися в Непалі і в період з 21 по 22 грудня вбили Лорана Каррієра, 26 (з Канади), і Конні Бронзич, 29 (з США); ще дві жертви в деяких джерелах були ідентифіковані як Ледді ДюПарр та Аннабелла Тремонт. Собрадж та Леклерк повернулися до Таїланду, використовуючи паспорти своїх останніх жертв, перш ніж вдалося встановити їхні тіла. Після повернення до Таїланду Собрадж виявив, що троє його французьких товаришів почали підозрювати його у серійному вбивстві, знайшовши паспорти, що належать жертвам. Колишні супутники Собраджа втекли до Парижа, повідомивши місцеву владу.
Наступним пунктом призначення Собраджа був або Варанасі, або Колката, де він вбив ізраїльського вченого Ейвоні Якоба просто для отримання його паспорта. Собрадж використовував паспорт для поїздок з Леклерком і Чоудхурі — спочатку до Сінгапуру, потім до Індії, а в березні 1976 року повернувся до Бангкока, незважаючи на те, що там влада шукала його. Його клан був допитаний тайською поліцією у зв'язку з вбивствами, але вони були звільнені, оскільки влада побоювалась, що негативний розголос, зашкодить туристичній галузі країни. 
Тим часом голландський дипломат Герман Кніппенберг та його тодішня дружина Анжела Кейн розслідували вбивства Бінтанджі та Хемкера. Кніппенберг мав певні знання про Собрадж і, можливо, навіть зустрічався з ним, хоча справжня особа останнього все ще була невідома дипломату, який продовжував збирати докази. За допомогою сусіда Собраджа, Кніппенберг побудував проти нього справу. Врешті-решт він отримав дозвіл поліції на обшук квартири Собраджа, через місяць після того, як підозрюваний залишив країну. Кніппенберг знайшов докази, включаючи документи та паспорти жертв, а також отруту та шприци. Наступною зупинкою тріо стала Малайзія, куди Чаудхурі був відправлений красти дорогоцінні камені. Це був останній раз, коли його коли-небудь бачили, і ні Чаудхурі, ні його останки так і не були знайдені. Вважається, що Собрадж вбив свого колишнього співучасника перед тим, як залишити Малайзію, щоб справу в ролі продавців дорогоцінних каменів у Женеві. Пізніше джерело стверджувало, що бачило Чоудхурі у Західній Німеччині, але ця заява виявилася необґрунтованою. Пошуки Чоудхурі тривають.
Незабаром, повернувшись в Азію, Собрадж почав будувати нову злочинну «сім'ю», починаючи з двох загублених західних жінок, Барбари Сміт та Мері Еллен Ізер, у Бомбеї. Наступною жертвою Собраджа став француз Жан-Люк Соломон.
У липні 1976 року в Нью-Делі Собрадж, до якого приєднався його злочинний клан із трьох жінок, обдурив екскурсійну групу французьких аспірантів, вони прийняли їх як екскурсоводів. Собрадж, дав їм отруєні таблетки, які, за його словами, були ліками проти дизентерії. Коли ліки почали діяти швидше, ніж передбачав Собрадж, студенти почали падати без свідомості. Троє студентів зрозуміли, що зробив Собрадж. Вони здолали його і зв'язалися з поліцією. Під час допиту співучасники Собраджа, Сміт та Ізер, швидко зізналися. Собраджа звинуватили у вбивстві Соломона, і всіх чотирьох відправили до тюрми Тіхар, штат Нью-Делі, в очікуванні офіційного судового розгляду. 

## Тюремний час
Сміт та Етер намагалися покінчити життя самогубством у в'язниці протягом двох років до їхнього судового розгляду. Собраджа схопили із дорогоцінними каменями, захованими в його тілі, що дозволило йому комфортного проживати у в'язниці. Він перетворив свій процес на видовище, наймаючи та звільняючи адвокатів за бажанням, залучивши на допомогу свого нещодавно умовно звільненого брата Андре, зрештою оголосив голодування. Його засудили до 12 років позбавлення волі. Леклерк була визнана винною в отруєнні французьких студентів, але пізніше була умовно звільнена та повернута до Канади, коли у неї розвинувся рак яєчників. Вона все ще заявляла про свою невинуватість і, як повідомляється, все ще залишалася вірною Собхраю, коли вона померла у своєму будинку в квітні 1984 року. Їй було 38.
Систематичний підкуп Собраджем тюремних охоронців в Тихарі досягнув обурливого рівня. Він вів розкішне життя у в'язниці, телевізори та вишукані страви. Він давав інтерв'ю західним авторам та журналістам, таким як Річард Невілл із журналу Oz наприкінці 1970-х та Алан Доусон у 1984 році. Він вільно розповідав про свої вбивства, хоча насправді ніколи їх не визнавав, і робив вигляд, що його дії були помстою проти «західного імперіалізму» в Азії.
Коли вирок Собраджа повинен був закінчитися, 20-річний тайський ордер на його арешт все ще був чинним, що уможливило б його екстрадицію та можливу страту. Тож у березні 1986 року, на десятому році ув'язнення, Собрадж влаштував велику вечірку для своїх охоронців та побратимів, накачав їх снодійним та вийшов із в'язниці. Інспектор Мадхукар Зенде з поліції Мумбаї затримав Собхрая в ресторані О'Кокеро в Гоа; термін його ув'язнення було продовжено на десять років, як він і сподівався. 17 лютого 1997 року 52-річного Собраджа було звільнено. Індійська влада дозволила йому повернутися до Франції.

## Знаменитість
Собрадж проводив спокійне життя в передмісті Парижа. Він найняв рекламного агента і брав великі суми грошей за інтерв'ю та фотографії. Кажуть, що він стягнув понад 15 мільйонів доларів США за права на фільм за його життям.
1 вересня 2003 року Собрадж був помічений журналістом The Himalayan Times в казино в Катманду. Журналіст ходив за ним протягом двох тижнів, а потім написав репортаж у «The Himalayan Times» із фотографіями. Поліція Непалу побачила повідомлення, здійснила наліт на казино «Рояль» в готелі Як і Єті і заарештувала Собраджа, який все ще грав там у азартні ігри. За даними газети, Собрадж повернувся до Катманду, щоб створити бізнес з мінеральної води. Поліція Непалу відновила справу про подвійне вбивство з 1975 р. І 20 серпня 2004 р. Окружним судом Катманду Собраджа засудили до довічного ув'язнення за вбивства Бронзича та Каррієра.
Більшість доказів, використаних проти нього у цій справі, були зібрані Ніппенбергом, голландським дипломатом та Інтерполом. Він оскаржив засудження, стверджуючи, що його засудили без судового розгляду. Його адвокат також повідомив, що Шанталь, дружина Собраджа у Франції, порушує справу перед Європейським судом з прав людини проти французького уряду за відмову надати йому будь-яку допомогу. Засудження Собраджа було підтверджено Апеляційним судом Патана в 2005 році. 

## Після 2007 року
Наприкінці 2007 року ЗМІ повідомляли, що адвокат Собраджа звернувся до тодішнього президента Франції Ніколя Саркозі з проханням про втручання в Непал. У 2008 році Собрадж оголосив про заручини з непальською жінкою Ніхітою Бісвас (яка пізніше брала участь у реаліті-шоу Bigg Boss). Автентичність стосунків пари підтверджена у відкритому листі американського диригента Девіда Вударда газеті The Himalayan Times. 7 липня 2008 року, опублікувавши пресреліз через свою наречену Ніхіту, він заявив, що його жоден суд ніколи не засуджував за вбивство, і попросив ЗМІ не називати його серійним вбивцею.
Стверджувалося, що Собрадж одружився зі своєю нареченою 9 жовтня 2008 року у в'язниці під час непальського фестивалю Бада Дашамі. Наступного дня непальська в'язниця відхилила позов про його шлюб. Вони сказали, що Ніхіті та її родині просто дозволили провести церемонію тілака разом із родичами сотень інших в'язнів. Далі вони стверджували, що це було не весілля, а частина фестивалю Дашайн, коли старійшини наносили бінді на чола молодших за них, щоб висловити своє благословення.
30 липня 2010 року Верховний суд залишив у силі вирок районного суду в Катманду про довічне ув'язнення за вбивство Конні Джо Бронзич та ще один рік, плюс штраф у розмірі 2000 рупій за незаконний в'їзд до Непалу. Вилучення всього майна Собраджа також було наказано судом. «Дружина» Собраджа Ніхіта і «свекруха» Тапа, висловили невдоволення вироком, при цьому Тапа заявила, що Собраджу було відмовлено у правосудді і що «судова система корумпована». Через ці зауваження їм було пред'явлено звинувачення та направлено до суду під вартою за неповагу до суду.
18 вересня 2014 року Собрадж був засуджений в окружному суді Бхактапура за вбивство канадського туриста Лорана Каррієра. У 2018 році Собрадж був у важкому стані, і його неодноразово оперували. Він отримав кілька операцій на серці. Станом на грудень 2020 року Собрадж все ще перебував у в'язниці.

## Дивитися також
- Список серійних вбивць за кількістю жертв